# 巴克·鲁克斯顿
巴克·鲁克斯顿（1899年3月21日—1936年5月12日）是一名出生于印度的英国医生，因1935年9月在英格兰兰开斯特的家中谋杀他的同居妻子伊莎贝拉·鲁克斯顿（原名克尔）和家庭女佣玛丽·简·罗杰森而被判有罪并处以绞刑。这些谋杀案通常被称为“桥下的尸体”和“拼图杀人案”，而鲁克斯顿自己则被称为“野蛮的外科医生”。
这起案件被称为“桥下的尸体”，是在苏格兰南部高地的莫法特镇附近的桥下发现的尸体。这起案件也被称为“拼图杀人案”，因为人们付出了艰苦的努力，重新收集和确认受害者的身份，然后确定他们被谋杀的地点。由于他的职业和他对受害者身体的广泛残害，鲁克斯顿赢得了“野蛮外科医生”的称号。
对鲁克斯顿谋杀案的起诉将被证明是20世纪30年代英国最公开的法律案件之一。该案本身之所以被人们记住，主要是因为它采用了创新的法医技术来识别受害者，并证明他们的谋杀是在鲁克斯顿的家中发生的。

## 早年生活
巴克·鲁克斯顿于1899年3月21日出生于印度孟买。他出生在一个富裕的中产阶级帕西家庭，并且具有印度-法国血统。
鲁克斯顿接受了良好的教育，尽管他是一个敏感的年轻人，朋友很少，但他非常聪明，接受了全面的教育。在他十几岁的时候，他决定在医学界干一番事业。在父母的经济资助下，他就读于孟买大学，并于1922年获得了医学学士学位。第二年，他在同一所学院获得了外科学士学位。完成学业后不久，鲁克斯顿在孟买一家医院找到了一份工作，专攻医学、助产学和妇科。后来，他在印度医疗服务中心找到了工作，并被派往巴士拉，后来又被派往巴格达。
1925年5月，鲁克斯顿娶了一位名叫莫提拜·让汉吉尔吉·加迪亚利的帕西女人。这段婚姻是包办的，最后证明是短命的。当鲁克斯顿第二年移居英国时，他隐瞒了这段婚姻的所有证据，尽管在1928年，他联系了他的岳父Jehangirji，要求他立即电汇200英镑给他。

## 回英国定居
在家人和孟买医疗机构的资助下，鲁克斯顿于1926年移居英国。他以加布里埃尔·哈基姆博士的名义参加了伦敦大学学院医院的医学课程，之后于1927年前往爱丁堡，开始攻读皇家外科学院的奖学金。虽然鲁克斯顿没有通过入学考试，但是综合医学委员会还是根据他早先在孟买取得的资格，批准他在英国行医。此后不久，他通过单务契约合法地将自己的名字改为“巴克·鲁克斯顿”。
在爱丁堡皇家外科学院学习期间，鲁克斯顿结识了一位名叫伊莎贝拉·凡·艾斯的26岁女子，她在爱丁堡经营一家咖啡馆。在他们相识的时候，伊莎贝拉在法律上仍然和一个荷兰人结了婚，他们是1919年结婚的，但这段婚姻只维持了几个星期，她又开始使用她的娘家姓科尔了。两人开始谈恋爱，当鲁克斯顿1928年搬到英国时，他和伊莎贝拉在一起。他曾为一位名叫马内克·莫托弗拉姆的同为帕西人的伦敦医生当过代理人，后来又为一位名叫b·r·里盖特的医生当过助手。第二年，伊莎贝拉生下了他们的第一个孩子，女儿名叫伊丽莎白。

### 医疗实践的建立
1930年，鲁克斯顿一家从伦敦搬到兰开夏郡的兰开斯特，在那里，他在道尔顿广场2号的家里开了一家诊所。鲁克斯顿努力使自己融入英国社会，很快就在他的病人中赢得了声誉，成为一名勤奋、富有同情心的普通医生，在社区里深受尊敬和欢迎。当他觉得他的病人付不起医疗费的时候，他就会放弃治疗费用，因此他名声大振。第二年，第二个女儿戴安出生了。两年后，也就是1933年，伊莎贝拉生下了一个儿子，名叫威廉。同一年，鲁克斯顿家雇了一个年轻的女仆兼住家女管家玛丽·简·罗杰森，主要照顾他们的孩子。

## 通奸的指控
尽管巴克在兰开斯特社区中名声卓著，但他和伊莎贝拉·鲁克斯顿的关系并不好，而且他越来越怀疑伊莎贝拉对他不忠。据报道，在紧闭的门后，他经常勃然大怒，泪流满面，歇斯底里，自怨自艾。好几次,这些争吵会促使伊莎贝拉把她的财产和她的孩子们带回到爱丁堡,虽然每次鲁克斯顿都会打来电话,他含泪恳求伊莎贝拉回到兰开斯特回到他身边,他后来向调查人员供述,伊莎贝拉每次回到道尔顿广场,她总是对他说:“我想知道我还能忍受多少次争吵。”

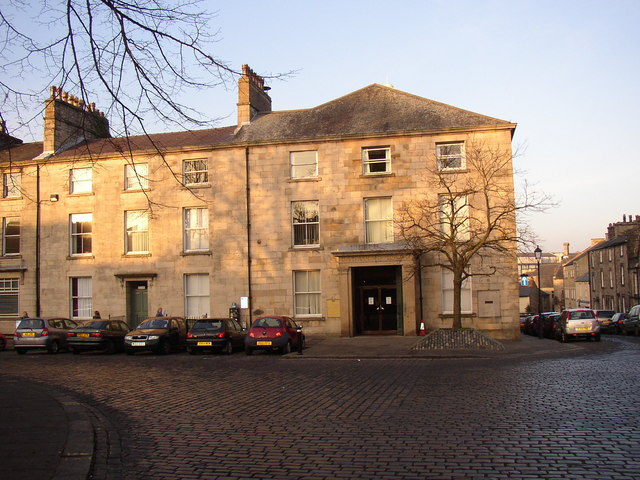
兰开斯特道尔顿广场2号(图片左侧)。1930年，鲁克斯顿在这里建立了自己的诊所和家庭。

不知道鲁克斯顿是什么时候开始指控伊莎贝拉通奸并殴打她的，尽管这对夫妇之间的大声争吵导致警方多次介入。这对夫妇之间的纠纷有时不得不在兰开斯特警察局解决，在那里，警方会观察到鲁克斯顿说话不规律，然后突然大哭起来。此外，伊莎贝拉在1932年企图用惰性气体窒息自杀，这次自杀导致了她的流产。
1933年的一次，伊莎贝拉向警方抱怨说，她的丈夫开始打她;当警方到鲁克斯顿的诊所调查她的指控时，鲁克斯顿否认他侵犯了他的妻子，还声称伊莎贝拉对他不忠。尽管如此，在这件事发生后的二十四小时内，伊莎贝拉回到了她的伴侣身边。在1934年4月的另一次争吵中，一个兰开斯特警察被叫到鲁克斯顿家。警官一到，鲁克斯顿就告诉他:“警官，我想杀两个人……我妻子要出去见一个男人。”
1935年9月初，伊莎贝拉·鲁克斯顿去爱丁堡看望她的一个妹妹。在她的公司里有一个显赫的兰开斯特家族，名叫埃德蒙森，鲁克斯顿夫妇与他们关系密切。为了满足行医的需要，鲁克斯顿自己没有陪他的同居妻子一起旅行，因此留在了兰开斯特。他后来向调查人员承认,他一直坚信,伊莎贝拉与一位名叫罗伯特的年轻人交往,他和她存在外遇,因此这次旅行应该是两人继续他们的事情。随后，酒店记录证实了，每位成年人在爱丁堡期间都预订了单独的房间。

## 谋杀
1935年9月14日的晚上，伊莎贝拉·鲁克斯顿离开家去看布莱克浦彩灯，并拜访了她的两个姐妹(她们都住在布莱克浦附近)。她晚上11点半左右离开布莱克浦回家。当她在9月15日星期日凌晨回到多尔顿广场时，鲁克斯顿的嫉妒和偏执显然压倒了他，他很可能在毒打和刺死伊莎贝拉之前，掐死她，使她顺从、失去知觉，或者赤手空拳地死去。要么是为了防止他们的女佣发现他的罪行，要么是因为她亲眼目睹了这一行为，鲁克斯顿用大棒殴打玛丽·简·罗杰森，要么是勒死了她，要么是窒息了她;他可能在她死前或死后刺伤了她的身体。随后在鲁克斯顿家中楼梯上、墙壁和地毯发现的血液量表明血液因为刺伤而大量喷出,导致这样的结论:鲁克斯顿在受害者死前或死后不久刀刺了受害者，受害者很可能就死于刺伤。
在谋杀案发生的前一天，鲁克斯顿通知他和伊莎贝拉雇来的两个女佣中的一个，在9月16日星期一以前不要到他的住处来;凶杀案发生后几个小时内，他去了他雇用的另一个女打工者的家，同样告诉她在9月16日之前不要打扫他的房子，并解释说伊莎贝拉和玛丽·简去了爱丁堡。他把孩子们送到莫克姆的一位牙医家里，他和伊莎贝拉已经与这位牙医关系不错，并请这对夫妇照顾他的孩子们一天。之后，他回到自己的家里，继续在浴室里大范围地肢解和毁伤两具尸体，试图掩盖他们的身份。
当汉普郡夫人到达道尔顿广场时，她发现房子里一片混乱。她后来在鲁克斯顿的审判中作证，楼梯上所有的地毯都被移走了，地板上有几处还散落着稻草，稻草也从一扇锁着的卧室门下面伸出来。此外，在物业的候车室里，汉普郡夫人发现了几块卷起来的地毯、楼梯垫和一件脏衣服。在花园中，汉普郡夫人还发现了另外两块地毯和几条烧焦的毛巾。在汉普郡离开道尔顿广场之前，他们得到了几段弄脏的楼梯地毯和鲁克斯顿的脏衣服，要求他们必须彻底清洗。

### 被发现
在1935年9月29日的早晨，一位名叫苏珊·海恩斯·约翰逊的年轻女子扫视了位于莫法特杜姆弗里斯镇以北2英里（3）的一座古老石桥的护墙。在桥下名为Gardenholme linn的河岸上，约翰逊注意到一个用布裹着的包裹压在一块大石头上，包裹中露出一只部分腐烂的手臂。
来自邓福瑞斯郡警察局的警察被召至现场。在发现包裹内的遗骸确实是人之后，官员们在小溪、周围的峡谷和附近的安南河中进行了搜索，发现了两个人头和另外四个包裹，每个包裹里都有残缺不全的人类遗骸，包括大腿骨、腿、部分血肉，以及一具躯干和骨盆。这些人类遗骸是在一个先进的分解,并一直裹着床单,一个枕套,儿童服装,几家报纸(两个版本的《每日先驱报》1935年6 - 8月31日,一个周日版的图形日期为1935年9月15日周日纪事报的和日期的部分)。